# Campeonato Nacional da 1ª Divisão de Andebol 1972–73
O Campeonato Português de Andebol Masculino (Seniores) de 1972/73 foi a 21ª edicão, competição organizada pela Federação de Andebol de Portugal. Ao contrário da época anterior onde acabou por não haver a final do nacional entre o representante da metrópole e o representante do ultramar, nesta temporada competiu ao Sporting defrontar na final a dois jogos, realizados em Luanda, a equipa da sua filial local. O Sporting CP conquistou o seu 10º Título. (5º consecutivo - Pentacampeão).
Campeonato Nacional: 1ª Fase (Fase da Metrópole); 2ª Fase Final (Finalíssima)

## Campeão Nacional
24/03/1973 Finalíssima: Sporting CP – FC Porto, 16-12

## Campeão Ultramar
02/06/1973 Jogo 1: Sporting CP – SC Luanda, 12-10
05/06/1973 Jogo 2: SC Luanda – Sporting CP, 15-16